# Карлуха
Карлуха — деревня в Доможировском сельском поселении Лодейнопольского района Ленинградской области.

## История
Деревня Корлуха упоминается на плане западной части Лодейнопольского уезда 1818 года.

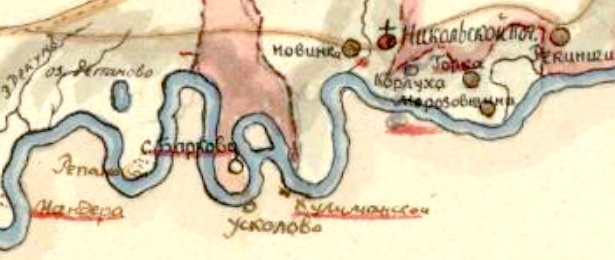
Деревня Карлуха на плане 1818 года

На карте Санкт-Петербургской губернии Ф. Ф. Шуберта 1834 года обозначена деревня Корлуха.

МАКЛАКОВЩИНА — деревня принадлежит полковнику Корсакову, число жителей по ревизии: 11 м. п., 11 ж. п. (1838 год)

МАКЛАКОВЩИНА она же КАРЛУХА — деревня господина Томилова, по просёлочной дороге, число дворов — 7, число душ — 10 м. п. (1856 год)

МАКЛАКОВЩИНА (КАРЛУХА) — деревня владельческая при реке Ояте, число дворов — 6, число жителей: 19 м. п., 21 ж. п. (1862 год)

Согласно военно-топографической карте Петроградской и Новгородской губерний 1863 года деревня называлась Корлуха.
В 1867 году временнообязанные крестьяне деревни выкупили свои земельные наделы у Е. М. Шепелевой и стали собственниками земли.

КАРЛУХА — деревня, крестьянских дворов — 17, прочих — нет. Население: мужчин — 35, женщин — 35. (1926 год)

Деревня входила в состав Чашковского сельсовета.
Согласно карте Ленинградской области Северо-западного аэрогеодезического треста ГГУ издания 1932 года деревня насчитывала 8 крестьянских дворов.
По данным 1933 года деревня Карлуха входила в состав Рекинского сельсовета Пашского района.

Деревня Карлуха на карте РККА 1940 года

По данным 1966 и 1973 годов деревня Карлуха входила в состав Доможировского сельсовета Волховского района.
По данным 1990 года деревня Карлуха входила в состав Доможировского сельсовета Лодейнопольского района.
В 1997 году в деревне Карлуха Доможировской волости не было постоянного населения, в 2002 году — 3 человека (все русские).
С 1 января 2006 года в составе Вахновакарского сельского поселения.
В 2007 году в деревне Карлуха Вахновокарского СП не было постоянного населения, в 2010 году — проживали 5 человек.
С 2012 года в составе Доможировского сельского поселения.

## География
Деревня расположена в западной части района к северу от автодороги 41К-016 (Станция Оять — Плотично).
Расстояние до административного центра поселения — 11 км.
Расстояние до ближайшей железнодорожной станции Оять-Волховстроевский — 5 км.
Деревня находится на левом берегу реки Оять.

## Демография
| 1838 | 1862 | 1926 | 1997 | 2007 | 2010 | 2014 |
| ---- | ---- | ---- | ---- | ---- | ---- | ---- |
| 22   | ↗40  | ↗70  | ↘0   | →0   | ↗5   | ↘2   |
| 2017 |      |      |      |      |      |      |
| ↗3   |      |      |      |      |      |      |

### Национальный состав
Согласно данным Всероссийской переписи населения 2021 года в деревне проживали 3 человека, все русские.

## Инфраструктура
По данным администрации Доможировского сельского поселения:
- на 1 января 2014 года в деревне было зарегистрировано 1 домохозяйство и 5 жителей[24].
- на 1 января 2021 года в деревне было зарегистрировано 1 домохозяйство и 1 житель[25].